# Alpi del Plessur
Le Alpi del Plessur (dette anche: Gruppo del Plessur) sono un gruppo montuoso delle Alpi Retiche occidentali. Si trovano nello svizzero Canton Grigioni. Prendono il nome dal fiume Plessur, fiume che dà il proprio nome anche al Distretto di Plessur.

## Classificazione

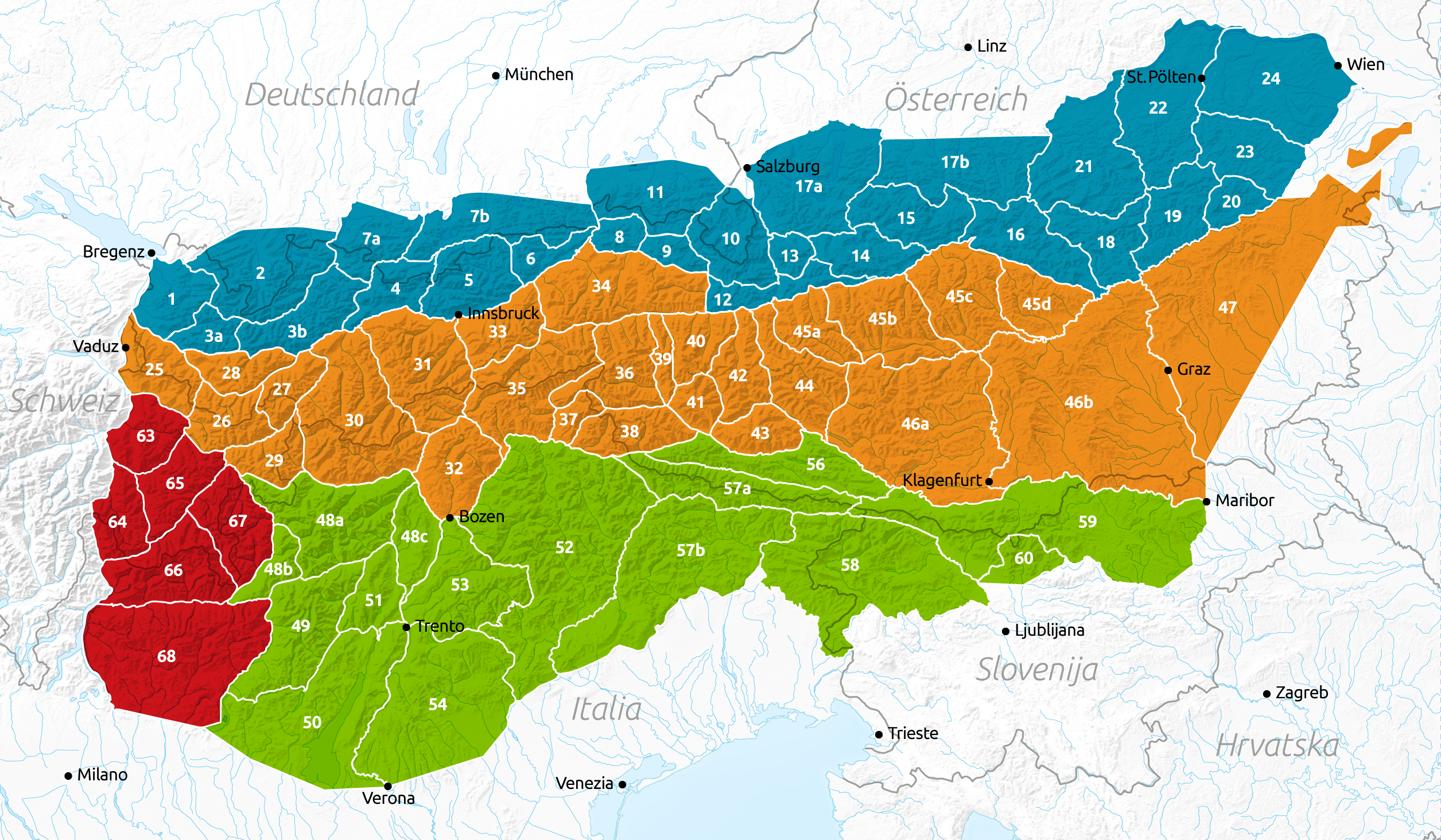
Le Alpi del Plessur secondo l'AVE sono individuate dal numero 63.

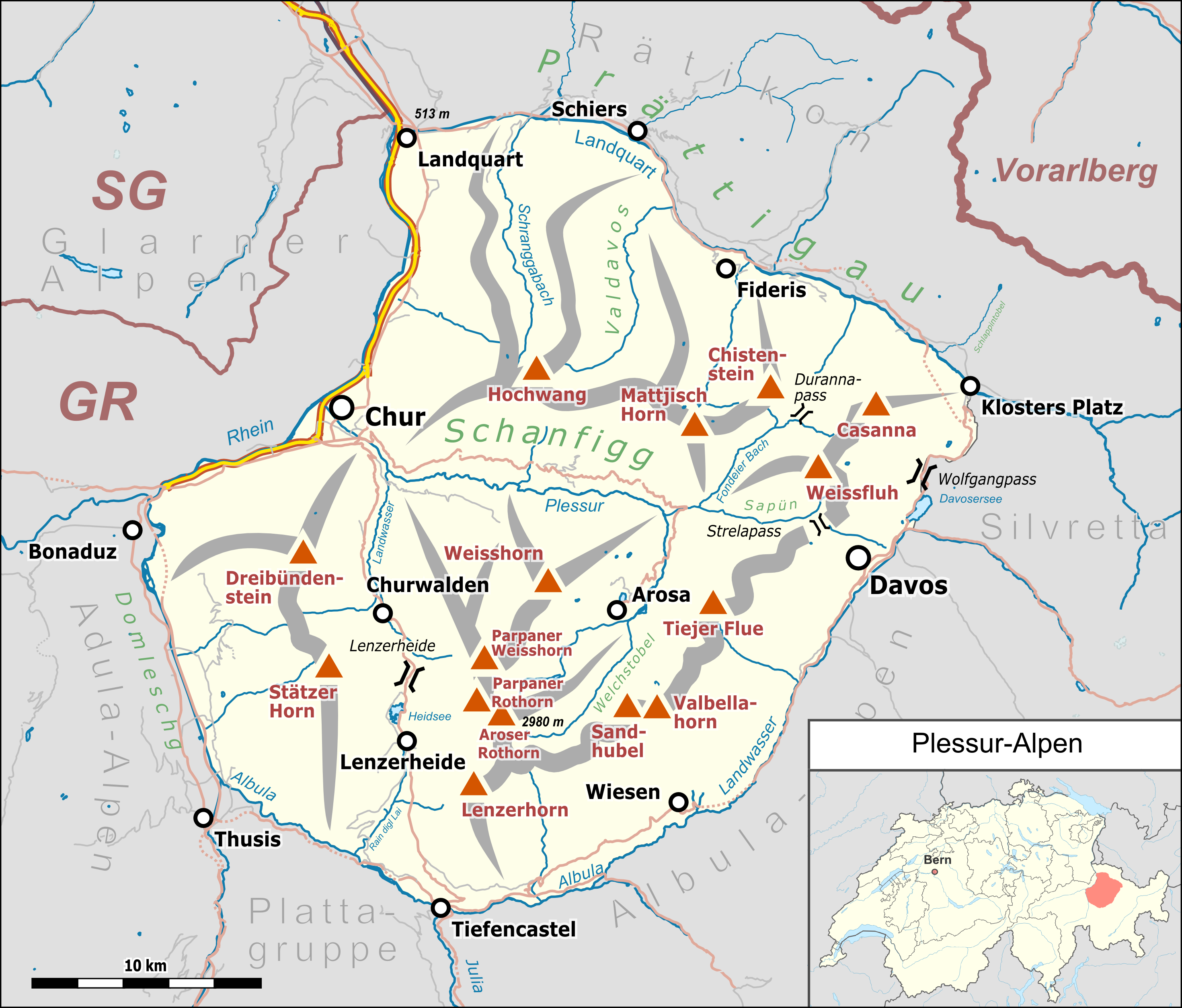
Cartina dettagliata del gruppo montuoso.

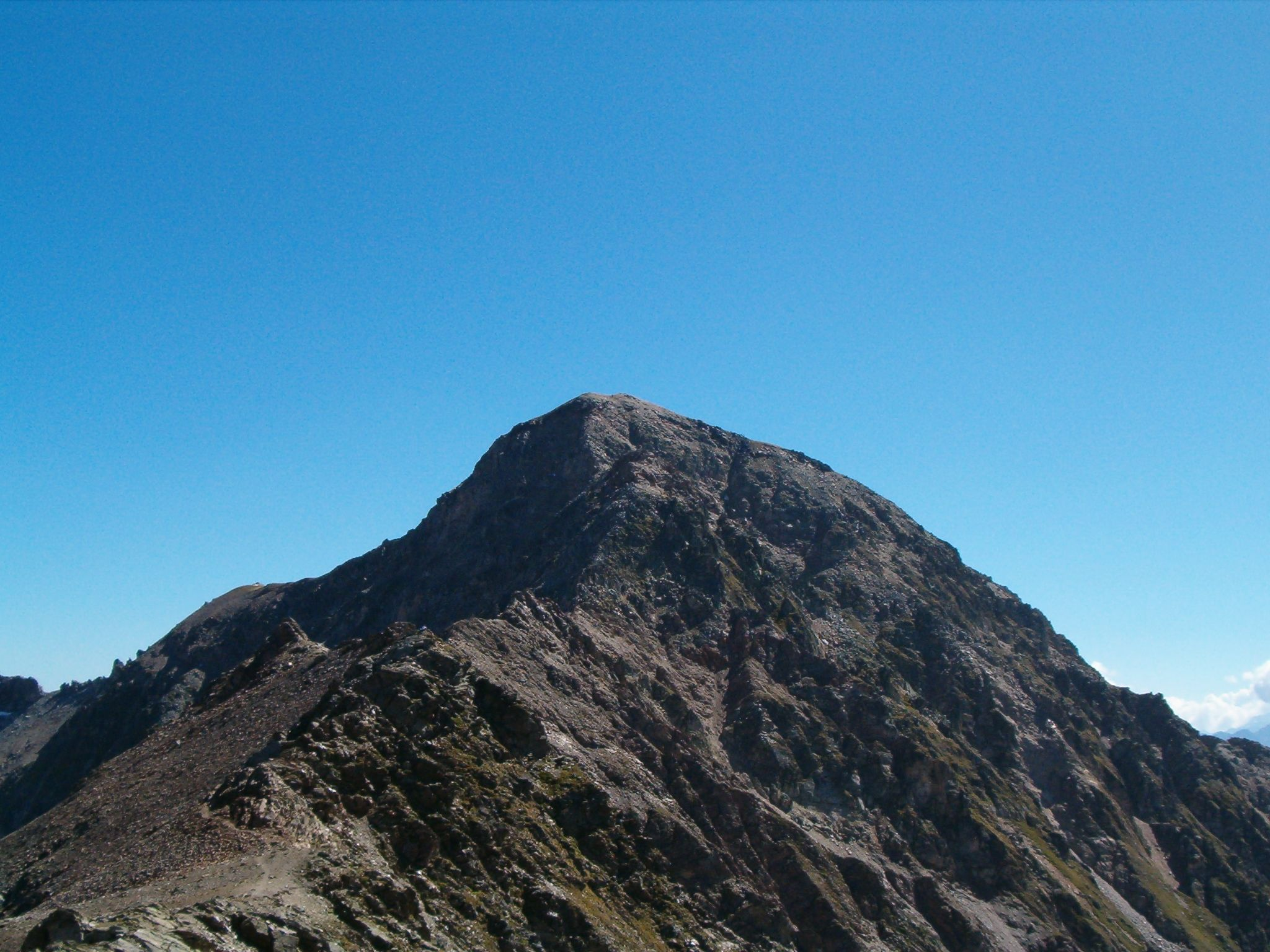
Aroser Rothorn

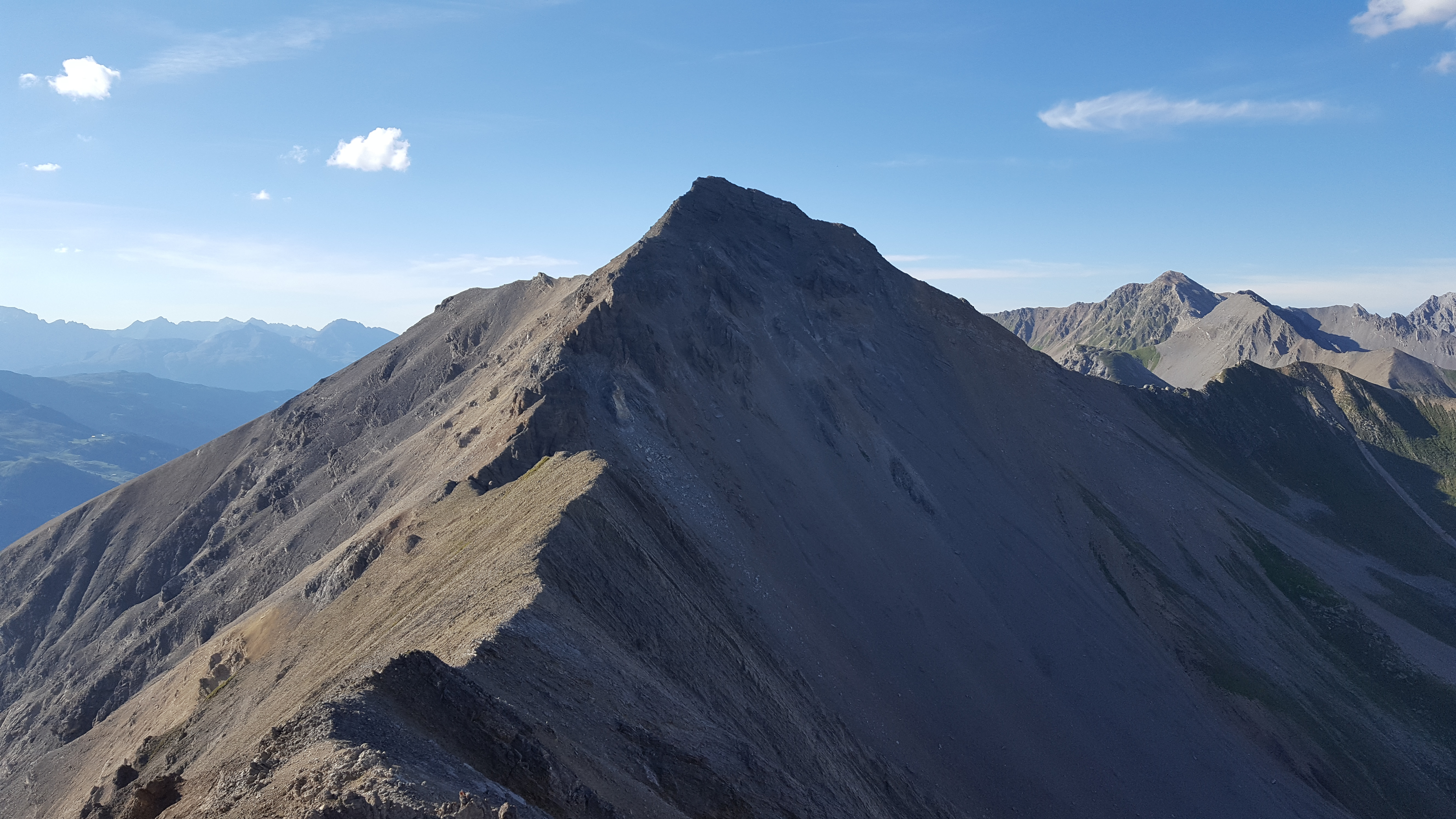
Lenzerhorn

La Partizione delle Alpi le vedeva come un gruppo della sezione n. 11: Alpi Retiche.
L'AVE le considera come il gruppo n. 63 (su 75) nelle Alpi Orientali.
Il Club Alpino Svizzero le vede, insieme con le Alpi del Tamina, come uno dei dieci raggruppamenti delle Alpi Grigionesi.
La SOIUSA le vede come una sottosezione alpina e vi attribuisce la seguente classificazione:
- Grande parte = Alpi Orientali
- Grande settore = Alpi Centro-orientali
- Sezione = Alpi Retiche occidentali
- Sottosezione = Alpi del Plessur
- Codice = II/A-15.VII

## Delimitazioni
Confinano:
- a nord con la Catena del Rätikon (nella stessa sezione alpina) e separate dalla valle del fiume Landquart,
- ad est marginalmente con le Alpi del Silvretta, del Samnaun e del Verwall (nella stessa sezione alpina) e separate dal Wolfgang Pass,
- a sud-est con le Alpi dell'Albula (nella stessa sezione alpina) e separate dalla valle del Landwasser,
- a sud con le Alpi del Platta (nella stessa sezione alpina) e separate dal fiume Albula,
- ad ovest con le Alpi dell'Adula (nelle Alpi Lepontine) e separate dal corso del fiume Reno,
- a nord-ovest con le Alpi Glaronesi in senso stretto (nelle Alpi Glaronesi) e separate dal corso del fiume Reno.

Ruotando in senso orario i limiti geografici sono: Wolfgang Pass, torrente Landwasser, fiume Albula, fiume Reno Posteriore, fiume Reno, fiume Landquart, Wolfgang Pass. 

## Suddivisione
Le Alpi del Plessur sono a loro volta suddivise in tre supergruppi e sei gruppi:
- Catena Hockwang-Weißfluh (A)[3]
  - Gruppo del Weißfluh (A.1)
  - Catena dell'Hockwang (A.2)
- Catena Strela-Lenzerhorn-Weißhorn (B)[4]
  - Catena dello Strela (B.3)
  - Gruppo del Lenzerhorn (B.4)
  - Gruppo Aroser Rothorn-Weisshorn (B.5)[5]
- Catena dello Stätzerhorn (C)
  - Catena dello Stätzerhorn (C.6)

## Vette

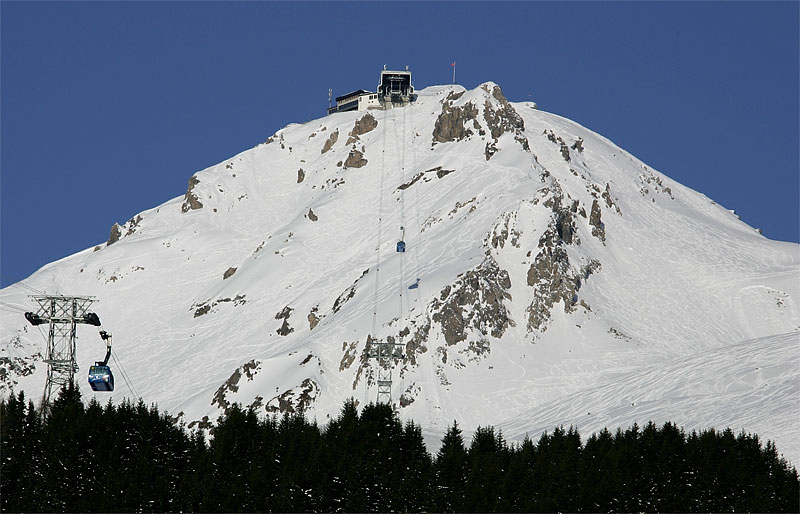
Aroser Weisshorn.

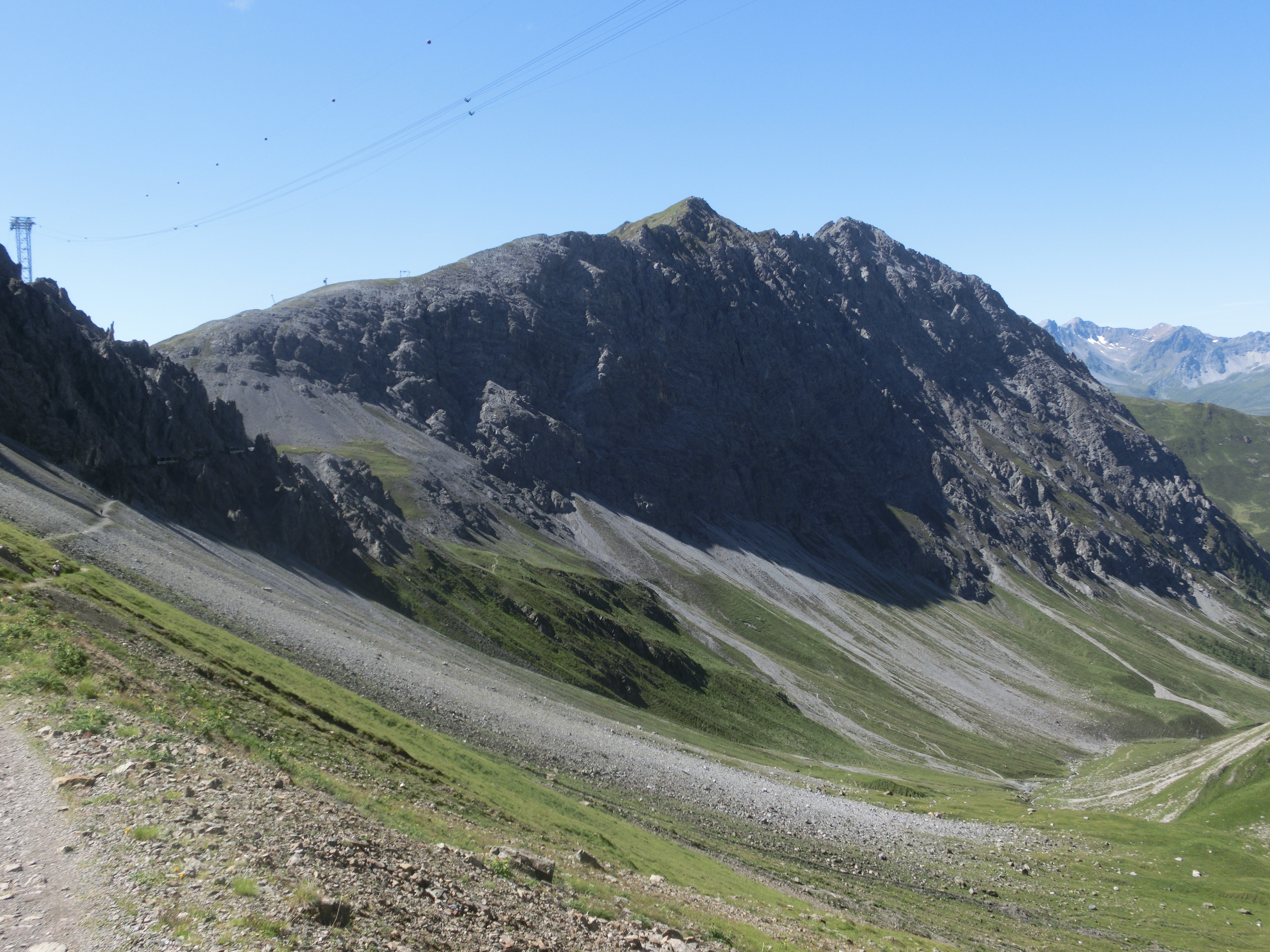
Strela

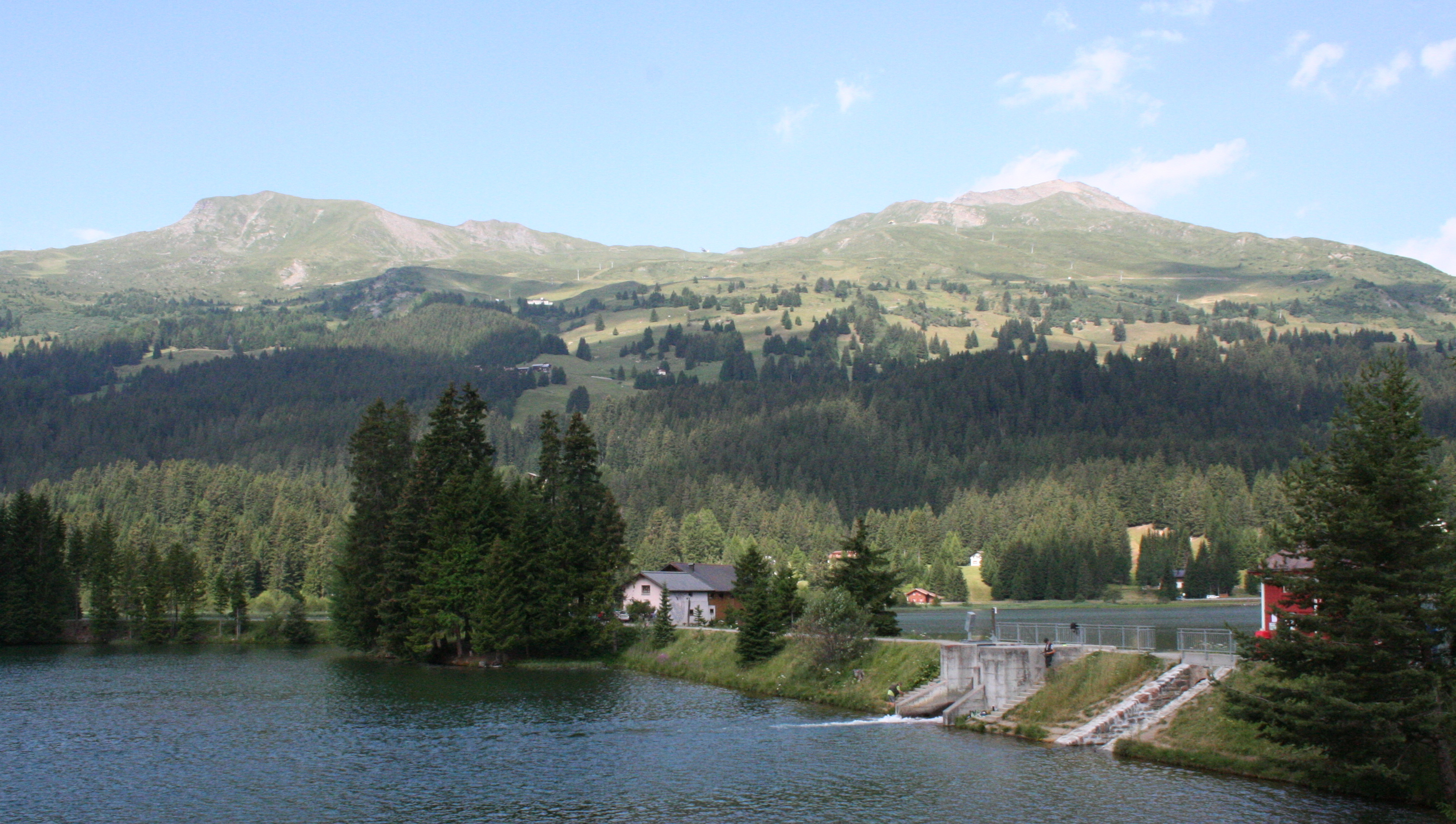
Stätzerhorn

Le vette principali delle Alpi del Plessur sono:
- Aroser Rothorn, 2980 m
- Erzhorn, 2924 m
- Lenzerhorn, 2906 m
- Parpaner Rothorn, 2861 m
- Weissflue, 2844 m
- Guggernell, 2810 m
- Tiejerflue, 2781 m
- Amselflue, 2781 m
- Sandhubel, 2764 m
- Tschirpen, 2728 m
- Schiahorn, 2709 m
- Chüpfenflue, 2658 m
- Aroser Weisshorn, 2653 m
- Strela - 2.636 m
- Schiesshorn, 2605 m
- Stätzerhorn, 2574 m
- Casanna, 2557 m
- Aroser Weisshorn, 2556 m
- Hochwang, 2533 m
- Fulbergegg, 2529 m